# 辛杜杜爾格縣
辛杜杜爾格縣是印度的一個縣，位於該國西部，由馬哈拉施特拉邦負責管轄，面積5,207平方公里，每年平均降雨量3,287毫米，識字率為80.3%，2001年人口868,825，人口密度每平方公里167人。

## 外部連結
- Sindhudurg Guide Website
- sindhudurg tourism Website （页面存档备份，存于）
- sindhudurg tourism
- Sindhudurg district official website （页面存档备份，存于）
- Vengurla Website

19°04′58″N 72°50′00″E / 19.082823°N 72.833443°E